# ホースグラム
ホースグラム (horse gram,学名：Macrotyloma uniflorum)は、マメ科Macrotyloma属に属する植物。アフリカ原産でインドに伝来し、南インドおよびミャンマーでよく利用される。乾燥に強く、ミャンマーにおいては乾燥の激しいマンダレーやパガンなどのマンダレー平原でよく栽培される。利用法としては南インドでは主に炒って食用にされるが、ミャンマーにおいてはホースグラムの煮出し汁（いろり、煎汁）をポンイェージーと称し、調味料として利用することが主である。ガハト（ガハット）豆、クルティ豆などとも呼ばれる。